# چرم‌برگ
چرم‌برگ (نام علمی: Chamaedaphne) نام یک سرده از خانواده خلنگیان است.